# Trégon
Trégon är en kommun i departementet Côtes-d'Armor i regionen Bretagne i nordvästra Frankrike. Kommunen ligger i kantonen Ploubalay som tillhör arrondissementet Dinan. År 2018 hade Trégon 269 invånare.

## Befolkningsutveckling
Antalet invånare i kommunen Trégon
Referens:INSEE